# Clásica San Sebastián 1988
De Clásica San Sebastián 1988 is de 8e editie van de wielerklassieker Clásica San Sebastián en werd verreden op 13 augustus 1988. Gert-Jan Theunisse kwam na 244 kilometer als winnaar over de streep.

## Uitslag
| Plaats  | Naam                | Ploeg                         | Tijd     |
| ------- | ------------------- | ----------------------------- | -------- |
| Winnaar | Gert-Jan Theunisse  | PDM-Ultima-Concorde           | 6u09’36” |
| 2       | Enrique Aja         | Teka                          | z.t.     |
| 3       | Steven Rooks        | PDM-Ultima-Concorde           | +6’’     |
| 4       | Marino Lejarreta    | Caja Rural-Orbea              | z.t.     |
| 5       | Andreas Kappes      | Toshiba-Look                  | +37’’    |
| 6       | Miguel Indurain     | Reynolds                      | z.t.     |
| 7       | Jesús Blanco Villar | Teka                          | z.t.     |
| 8       | Raúl Alcalá         | 7-Eleven-Hoonved              | z.t.     |
| 9       | Ludo Peeters        | Superconfex-Yoko-Opel-Colnago | z.t.     |
| 10      | Michael Wilson      | Weinmann-La Suisse-SMM Uster  | z.t.     |

1981 · 1982 · 1983 · 1984 · 1985 · 1986 · 1987 · 1988 · 1989 · 1990 · 1991 · 1992 · 1993 · 1994 · 1995 · 1996 · 1997 · 1998 · 1999 · 2000 · 2001 · 2002 · 2003 · 2004 · 2005 · 2006 · 2007 · 2008 · 2009 · 2010 · 2011 · 2012 · 2013 · 2014 · 2015 · 2016 · 2017 · 2018 · 2019 · 2020 · 2021 · 2022 · 2023 · 2024